# Nagada Harbour
Der Nagada Harbour (in der deutschen Kolonialzeit Friedrich Carlhafen genannt) ist eine kleine Bucht nördlich von Madang in der Provinz Madang von Papua-Neuguinea. Sie ist damit Teil der Bismarcksee.

## Allgemeines
Die Bucht liegt an der westlichen Küste der Provinz, etwa zehn Kilometer nördlich der Provinzhauptstadt Madang. Sie ist nur wenige hundert Meter breit und reicht etwa zwei Kilometer tief ins Land hinein. Der Nagada River mündet in die Bucht, sodass diese auch als Ästuar des Flusses gelten kann. Die Gegend um die Bucht ist besiedelt, so liegt die Nagada Missionsstation und die Ortschaft Riwo an der Bucht. Der North Coast Highway verläuft unmittelbar westlich.
Die Bucht war bereits zur deutschen Kolonialzeit bekannt und wurde 1886 vom Georg von Schleinitz entdeckt. Die Namensgebung erfolgte vermutlich nach Friedrich Karl von Preußen. Nagada Harbour lag zu dieser Zeit in einem der von Plantagenwirtschaft geprägten Hauptsiedlungsgebiete der Kolonie, etwa auf halber Strecke zwischen Friedrich-Wilhelms-Hafen (heute: Madang) im Süden und Alexishafen im Norden. Auch nach Ende der deutschen Herrschaft und der Übernahme als Treuhandgebiet durch Australien blieb die Bucht bekannt und wurde etwa von 1929 bis 1934 regelmäßig von Dampfern des Norddeutschen Lloyd, so etwa von der Bremerhaven, angelaufen.
Während des Zweiten Weltkriegs besetzte die japanische Armee Papua und erreichte die Gegend um Madang kampflos im Januar 1943. Im April 1944 wurde die Gegend von australischen Truppen nach heftigen Kämpfen zurückerobert. Anschließend übernahm Australien die Gegend erneut unter Mandatsverwaltung. 1975 wurde sie Teil des unabhängigen Staates Papua-Neuguinea.